# 三菱・カリスマ
カリスマ（Carisma ）は、三菱自動車工業がかつて製造・販売していた乗用車である。

## 概要
ミラージュ/ランサーとギャランの中間クラスを担うモデルとして投入された車種。オランダのネッドカーで生産される輸入車であった。
欧州市場向けMPVのスペーススターおよびボルボ・S40/V40とはプラットフォームを共有している。日本仕様は4ドアセダンボディに1.8Lの直4SOHC16バルブエンジンのみで、ファジィシフト制御を行うINVECS-II 4ATが組み合わされたFFのみだが、欧州仕様はハッチバック機構を用いたセミノッチバックスタイルの5ドアハッチバックセダンも設定され、ルノー製のターボディーゼルも選択できた。
足回りは欧州車レベルではソフト寄りな味付けとされており、BMWなどよりはロールが大きいものとなっているが、堅実なストラット(フロント)、トレーリングアーム(リア)を採用し、前輪には冷却性に優れたベンチレーテッドディスクブレーキを装着。最上級グレード「LS」にはABSが標準のほか、助手席側も含め前席エアバッグを標準とするなど、全体的に充実装備なモデルに仕上がっている。
日本での取扱はカープラザ店専売だった。かつて、欧州版のランサーエボリューションはカリスマGTの名で販売されていた。同社のギャランなどのセダンとは異なり、日本仕様のみ5ナンバー枠のボディであったことも特徴のひとつであった。

## 年表
1995年
欧州にて発売が開始。
1996年10月
日本国内で発売される。エンジンは全車1.8LSOHC16バルブ（4G93）。グレードは下から「L」、「LX」、「LS」の3バリエーション。LSのみフロントスポイラー、サイドエアダム、フルオートエアコンが標準装備。カラーはサンモリッツホワイト(Lのみ)、マラガオリーブ、マインツグレー、ハーグシルバー、フレームレッドの5色(メーカーオプションカラー無し)。
1997年10月
一部改良、全車1.8L DOHC16バルブGDIエンジン（4G93）に差し替え。内装色がグレー系からブラック系に変更されたのに伴い、シート生地の変更をうける。外観ではフロントグリルがボディ同色のものに変更やマフラーカッターがシングルタイプからデュアルタイプになり、スポーティーな外観となる。グレードは「L」が廃止され「LX」、「LS」の2バリエーションになる。またボディーカラーも見直され、上級グレードでもサンモリッツホワイトが選択可能になった他リアージュグリーン、スカンジナビアブルーが追加された。なおマラガオリーブ、マインツグレーについては廃止。
1999年
マイナーチェンジ(日本仕様は前期型を継続)。
2000年4月
日本仕様の輸入終了。
2001年3月
日本仕様の在庫販売終了。カリスマのポジションは8代目ギャランの姉妹車であるアスパイアが後継となる。
2002年
2度目のマイナーチェンジを実施。
2004年
生産終了。

## 年間生産と販売
| 年   | 生産   | 販売   |
| ---- | ------ | ------ |
| 1995 | 19,100 | ?      |
| 1996 | 44,401 | ?      |
| 1997 | 82,255 | ?      |
| 1998 | 78,239 | ?      |
| 1999 | 54,460 | ?      |
| 2000 | 29,800 | 38,548 |
| 2001 | 22,203 | 28,647 |
| 2002 | 28,776 | 30,429 |
| 2003 | 26,074 | 28,123 |
| 2004 | –      | 9,875  |

(Sources: Fact & Figures 2000, Fact & Figures 2005, Mitsubishi Motors website)

## 安全性
ユーロNCAP
| 車種     | 結果              | 歩行者の安全     |
| -------- | ----------------- | ---------------- |
| カリスマ | ★★★☆☆ (24 punten) | ★★☆☆ (16 punten) |

## ギャラリー

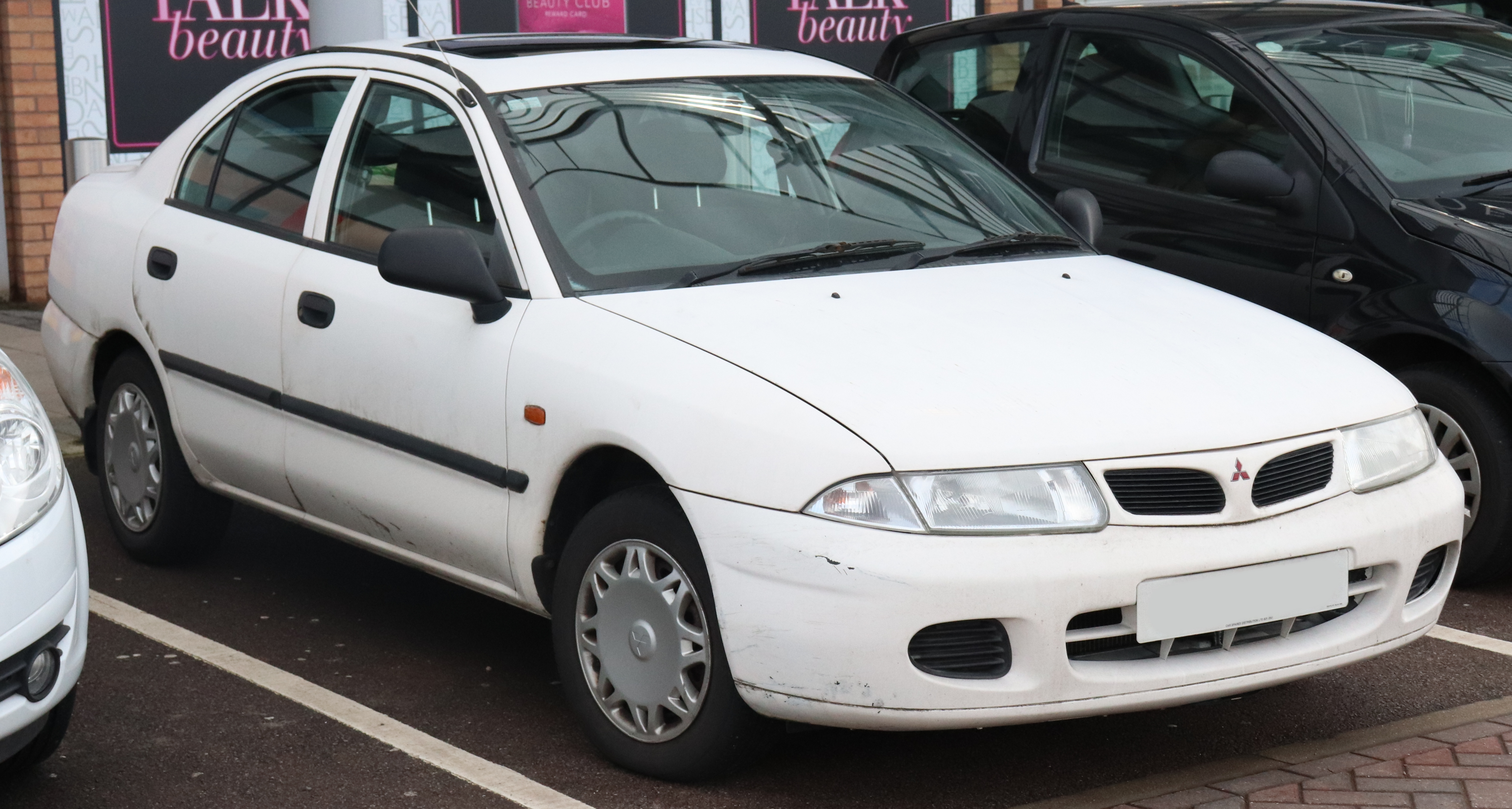
カリスマ (1995–1999)
カリスマ (1995–1999)
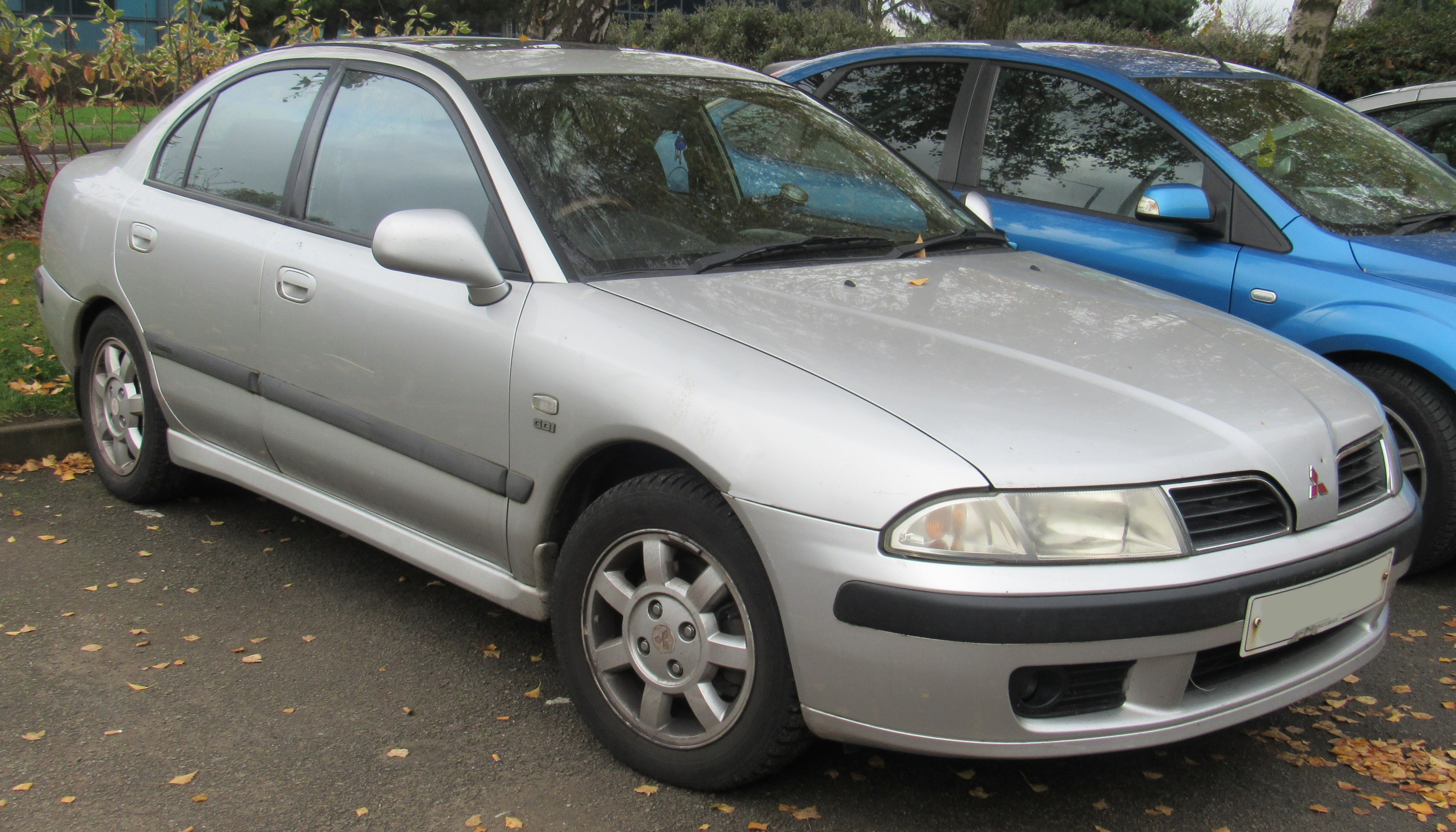
カリスマ (1999–2002)
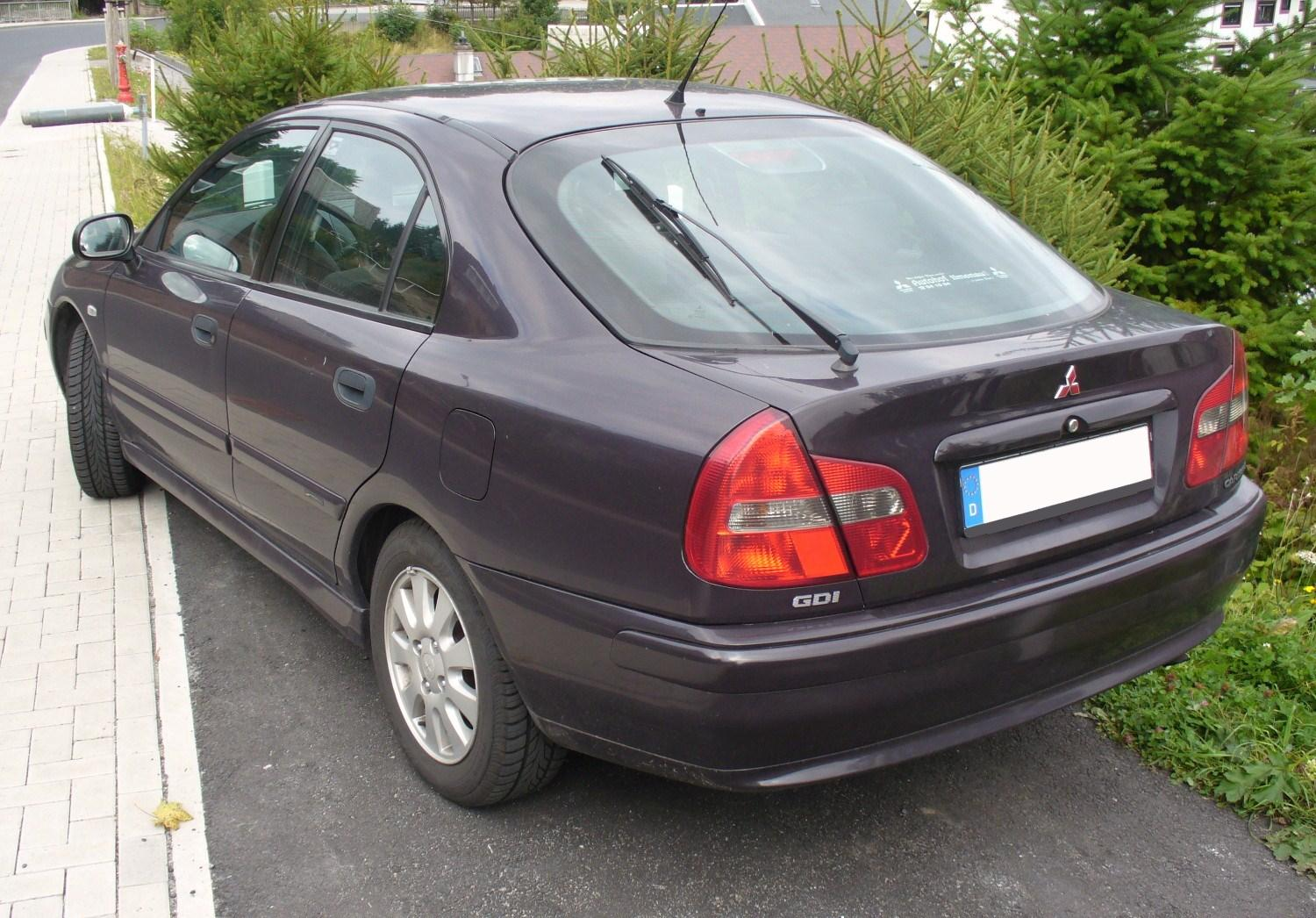
カリスマ (1999–2002)
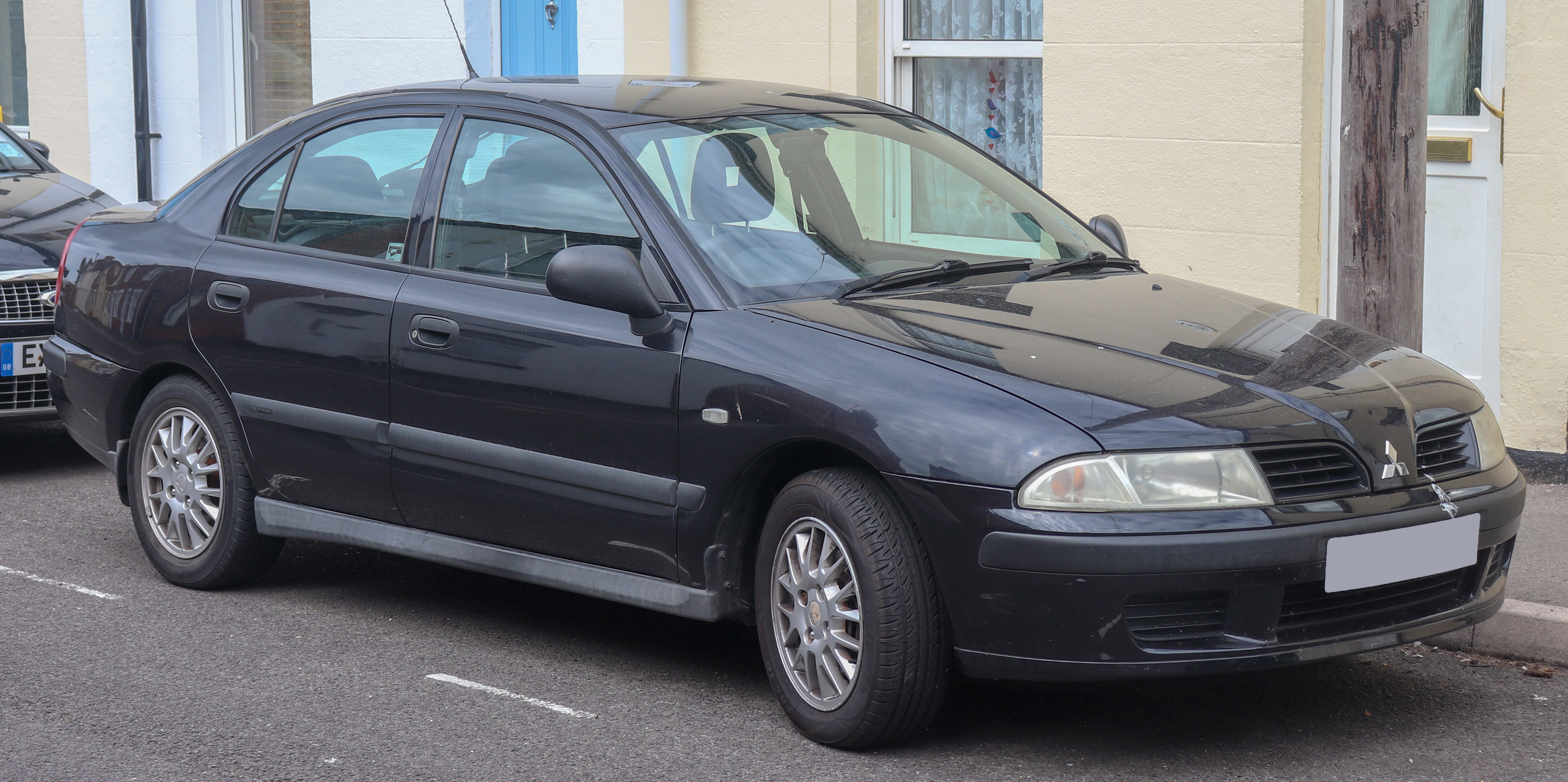
カリスマ (2002–2004)
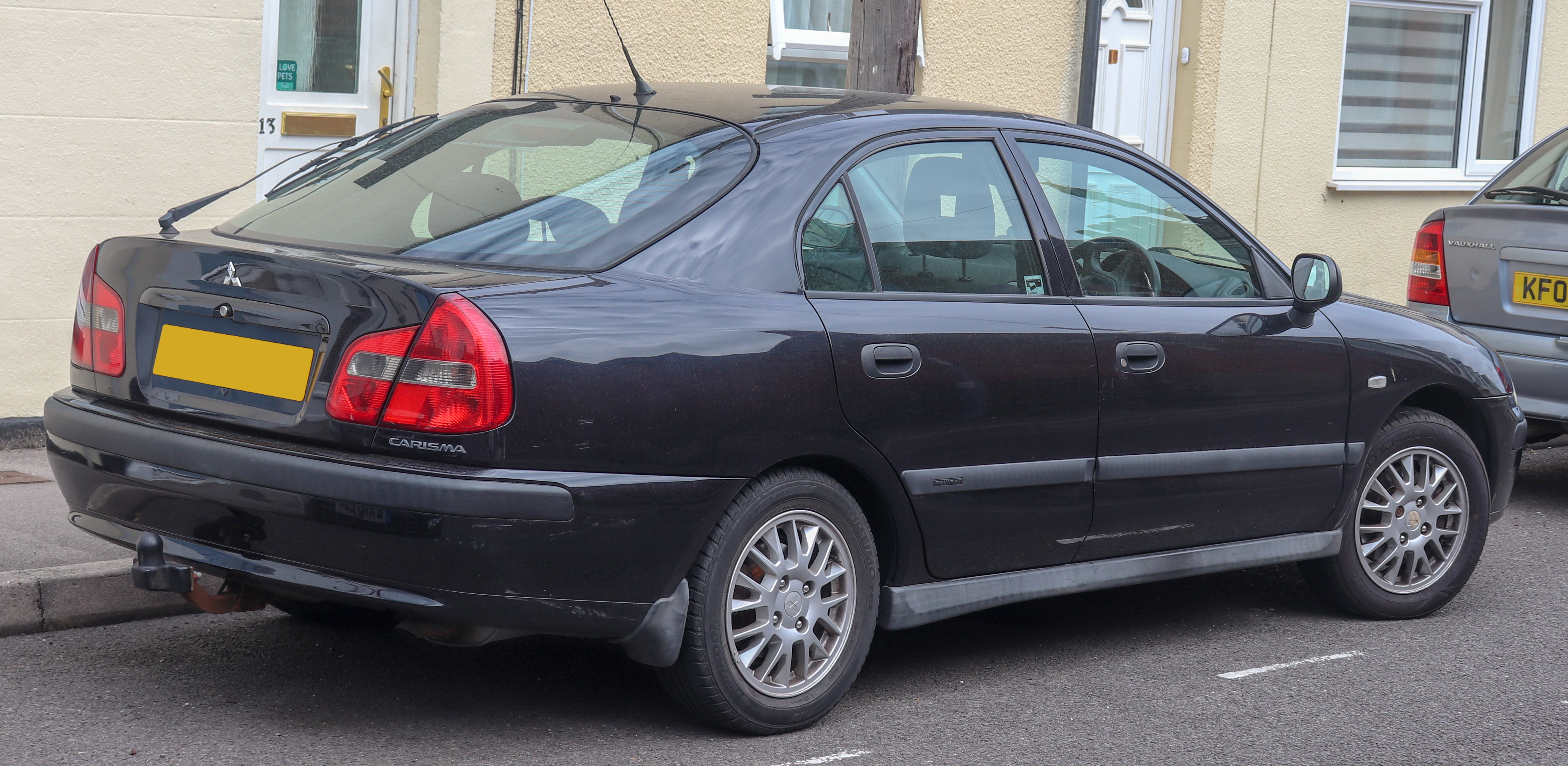
カリスマ (2002–2004)
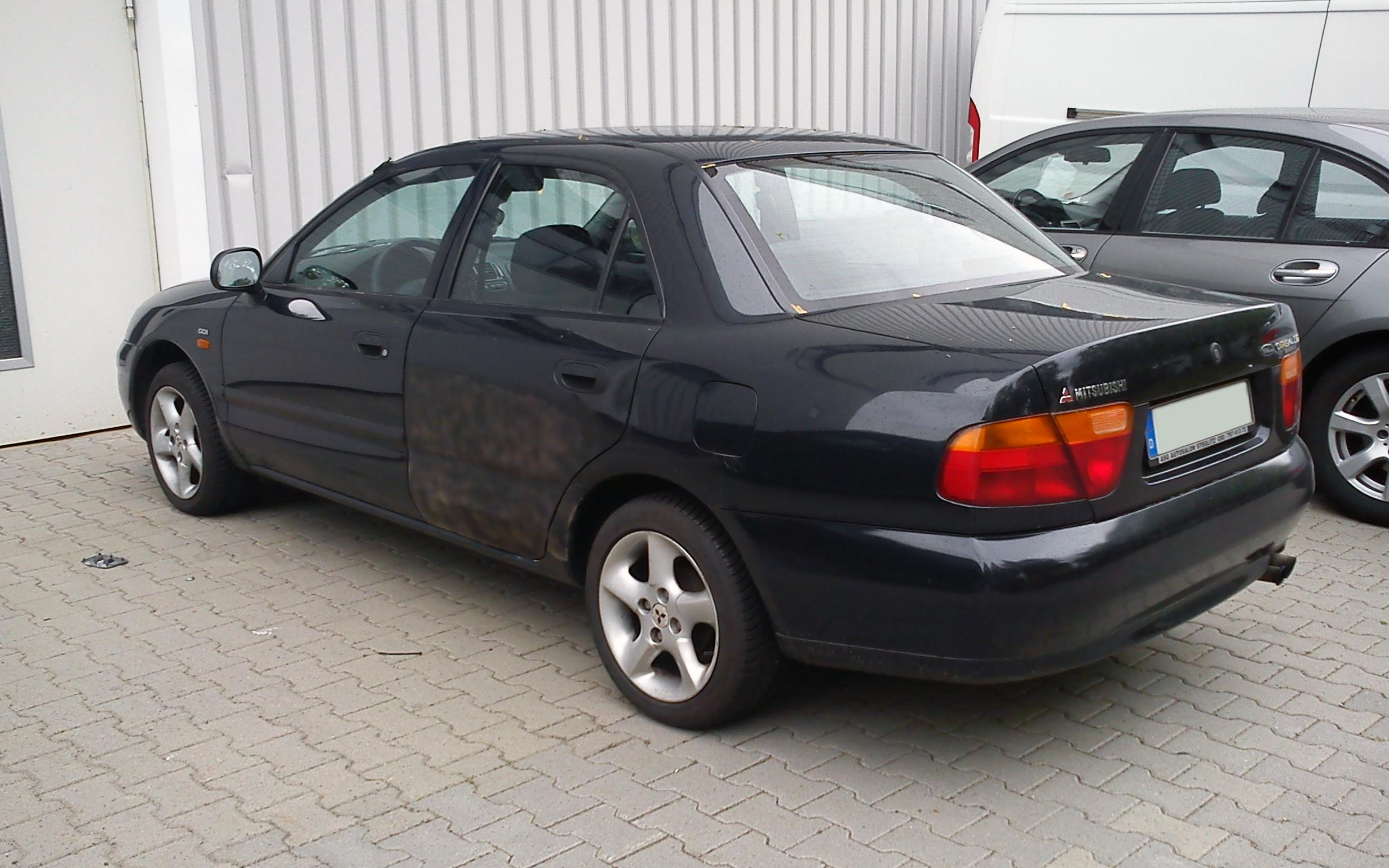
三菱・カリスマ 1997 (サルーン)

## 車名の由来
「神からの授かり物」というギリシア語の"KHARISMA"と、英語の"CAR"を合わせて、『CARISMA』とした造語。